# Rabo-branco-rubro
O rabo-branco-rubro (Phaethornis ruber) é um beija-flor, que ocorre do Norte do Brasil até o estado de São Paulo.

## Descrição
A espécie possui cauda relativamente curta, uropígio e partes inferiores ferrugíneas vivas, mandíbula amarela e peito com nódoa negra no macho. Também é conhecido pelos nomes de besourinho-vermelho e besourinho-da-mata. É herbívoro.

## Subespécies
São reconhecidas quatro subespécies:
- Phaethornis ruber ruber (Linnaeus, 1758) - ocorre do Suriname até a Guiana, do Leste do Brasil até o Sudeste do Peru e Norte da Bolívia;
- Phaethornis ruber episcopus (Gould, 1857) - ocorre nas regiões Central e Leste da Venezuela, na Guiana e na região adjacente do Norte do Brasil;
- Phaethornis ruber nigricinctus (Lawrence, 1858) - ocorre no extremo Leste da Colômbia até o Sudoeste da Venezuela e no Norte do Peru;
- Phaethornis ruber longipennis (Berlepsch & Stolzmann, 1902) - ocorre no Sul do Peru.